# هارولد فاینستاین
هارولد فاینستاین (انگلیسی: Harold Feinstein؛ ۱۷ آوریل ۱۹۳۱ – ۲۰ ژوئن ۲۰۱۵) یک عکاس اهل ایالات متحده آمریکا بود. آثار فاینستاین به عنوان نمایشگاه دائمی در موزه هنر مدرن، مرکز بین‌المللی عکاسی، موزه یهود، جورج ایستمن هاوس، موزه هنرهای عکاسی، و موزه شهر نیویورک نگهداری می‌شود. هم‌چنین آثار، عکس‌ها و مقالات وی در نشریات سراسر جهان از جمله مجله لایف، دیافراگم و اودوبون به چاپ رسیده است.